# Strada europea E52
La E52 è una strada europea che collega Strasburgo a Salisburgo. Come si evince dalla numerazione, si tratta di una strada intermedia con direzione ovest-est.

## Percorso
La E52 è definita con i seguenti capisaldi di itinerario: "Strasburgo - Appenweier - Karlsruhe - Stoccarda - Ulma - Monaco di Baviera - Salisburgo".